# Vladímir Artémiev
Vladímir Andreievich Artémiev (del ruso: Владимир Андреевич Артемьев) (San Petersburgo, 6 de julio [24 de juniojul] de 1885 - Moscú, 11 de septiembre de 1962) fue un científico especializado en cohetes, que trabajó durante la etapa soviética en el Laboratorio de Dinámica de Gases.
Fue uno de los inventores del célebre cohete Katiusha utilizado durante la Segunda Guerra Mundial. El primer cohete propulsado por Trotil-piroxilina en polvo sin humo fue lanzado bajo su dirección en 1928.

## Biografía

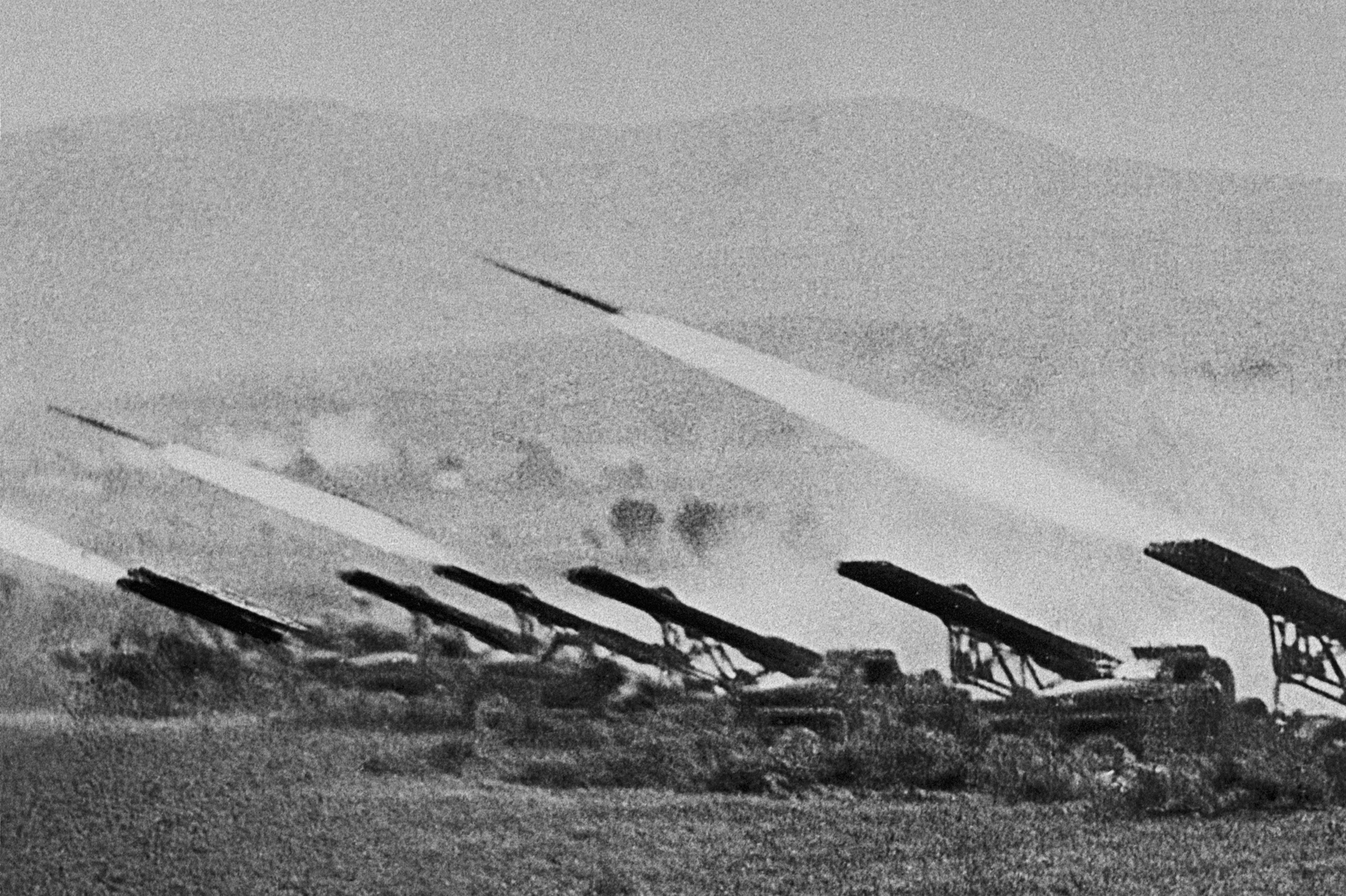
Batería de cohetes Katyusha haciendo fuego contra las tropas alemanas durante la batalla de Stalingrado, 6 de octubre de 1942

Artémiev nació en 1885 en San Petersburgo. En 1905 se graduó la escuela secundaria de su ciudad natal, tras lo que se alistó voluntario en la guerra ruso-japonesa. Por su coraje y valentía se le concedió la Cruz de San Jorge y fue promovió a suboficial.
Después de graduarse en 1911 en la Escuela Militar Alekséevskoie, fue enviado a la Fortaleza de Brest, donde trabajó como jefe del Laboratorio en el desarrollo de un lanzagranadas.
En 1915 pasó a trabajar en Moscú la Dirección General de Artillería. Cinco años después, coincidió con el experto en cohetes Nikolái Tijomírov, convirtiéndose en su más estrecho colaborador.
En 1922 fue arrestado, acusado de negligencia voluntaria y espionaje. Fue encarcelado durante 3 años en el Campo de trabajos de Solovkí. En 1925 regresó de la cárcel y continuó trabajando en el Laboratorio con Tijomírov.
Entre sus logros de esta época figuran:
- Los primeros misiles soviéticos con pólvora sin humo, lanzados con éxito en 1928.
- El desarrollo de cargas de profundidad antisubmarinas.

Después de la unificación en 1933 del Laboratorio de Dinámica de Gases y del Grupo de Estudios de la Propulsión a Reacción, perfeccionó los cohetes RS-82 antes de ponerlos en servicio. Artémiev fue uno de los principales autores de los cohetes de artillería Katiusha.
Durante la Segunda Guerra Mundial llevó a cabo muchos desarrollos importantes en el campo de la tecnología militar. Después de la guerra, trabajó como jefe de diseño de varios institutos de investigación y de diseño en el desarrollo de cohetes.
Artémiev murió en Moscú el 11 de septiembre de 1962 a los 77 años de edad.

## Reconocimientos
- Recibió la Orden de la Bandera Roja al Trabajo, la Orden de la Estrella Roja y la Cruz de San Jorge de 4ª clase. Fue laureado dos veces con el Premio Stalin (de 1ª y 2ª clase).

## Eponimia
- El cráter Artem'ev, situado en la cara oculta de la Luna está nombrado en su honor.[1]